# Jalometalli Metal Music Festival
Jalometalli Metal Music Festival – coroczny festiwal muzyki heavymetalowej odbywający się od 2002 w miejscowości Oulu w Finlandii.

## Historia występów

### 2002
- Thyrane, Monsterspank, Funeris Nocturnum, Maple Cross

### 2003
- Sicknote, Thyrane, Sethery, Embraze, Wounds and Wengele

### 2004
(Pierwszy raz wystąpiły zespoły z zagranicy. Zespół podzielono na dwa dni, 20-21 sierpnia)
- Dzień pierwszy: Diamanthian, Neolith, Thyrane, For My Pain..., Kalmah, Sethery, Fore, The Howl
- Dzień drugi: The Duskfall, Devilyn, Pain Confessor, Maple Cross, Lambs, Sacred Crucifix, Final Dawn, Crematory, Dark Flood, Letheria, Wengele, Mors Subita

### 2005
(Końcowa część festiwalu odbyła się w klubie Hevimesta w Oulu, 19-20 sierpnia)
- Dzień pierwszy: Dissection, Exmortem, Atakhama, Deathbound, For My Pain Machine Men, Sicknote, Swallow The Sun, Wrathage
- Dzień drugi: Entombed, Sotajumala, Brussel Kaupallinen, De Lirium´s Order, Deathchain, Embraze, Lambs, Malicious Death, National Napalm Syndicate, Omnium Gatherum, Reflexion
- Końcowa część: Wasara, Amplifire

### 2006
(Festiwal zostaje przeniesiony z Kuusisaari w Oulu do klubu Club Teatria także w Oulu, 18-19 sierpnia)
- Dzień pierwszy: Helloween, Dismember, The Duskfall, Tarot, Kalmah, Rotten Sound, Manitou, Ajattara, Fall Of The Idols, Ghost Machinery
- Dzień drugi: U.D.O., Onslaught, Reverend Bizarre, Swallow The Sun, Thunderstone, Moonsorrow, Enochian Crescent, Embraze, Before The Dawn, Rytmihäiriö, Hellbox, The Scourger, Slugathor

### 2007
(17-18 sierpnia)
- Dzień pierwszy: Testament, Rotting Christ, Unleashed, Eternal Tears Of Sorrow, Deathchain, Amoral, Horna, Omnium Gatherum, National Napalm Syndicate, Perfect Chaos
- Dzień drugi: Kreator, Candlemass, Holy Moses, Insomnium, Machine Men, Twilightning, Kiuas, Domination Black, Burning Point, Altaria, Sacred Crucifix, Profane Omen, Urn

### 2008
(15-16 sierpnia)
- Dzień pierwszy: Overkill, Turisas, Blitzkrieg, Possessed, Sadistic Intent, Mortal Sin, Masterstroke, Adastra, Prestige, Catamenia
- Dzień drugi: Satyricon, Mayhem, Trouble, Kalmah, Desaster, Evocation, Barathrum, Sotajumala, Pantheon I, Astral Doors, Fall of the Idols, Heavy Metal Perse, KYPCK

### 2009
(14-15 sierpnia)
- Dzień pierwszy: Voivod, Rage, Hail of Bullets, Stormwarrior, Sólstafir, Spiritus Mortis, Burning Point, Deathchain, Alghazanth, Armour
- Dzień drugi: Death Angel, Electric Wizard, Agent Steel, Atheist, Whiplash, Asphyx, Paradox, Gnostic, Nifelheim, Rotten Sound, Artillery, Torture Killer, Dawn of Relic

### 2010
(13-14 sierpnia)
- Dzień pierwszy: Machina(inne języki), Inferia, Rytmihäiriö, Destruction , Dream Evil , Suffocation, Macabre, Carcass, Lord Vicar

- Dzień drugi: Sadistik Forest, Forced Kill, Coprolith, Urn, Black Crucifixion, Melechesh , Demilich , Gorgoroth , Ross The Boss , Triptykon , Angel Witch